# Robert Georges Debeurre
Œuvres principales
Série Irving Le Roy
Robert Georges Debeurre, né à Paris le 4 juin 1909 et mort au Mans le 20 janvier 1972, est un écrivain français prolifique. En carrière, il écrit, sous de nombreux pseudonymes, plus de 160 romans policiers, d'espionnage et d'horreur publiés pour l'essentiel pendant les années 1950 et 1960. Sous le pseudonyme Irving Le Roy, il est le créateur du héros éponyme. Une partie de sa production, notamment sous le pseudonyme de Susan Vialad, est parue au Fleuve Noir.

## Biographie
Après des études de médecine dans les années 1930, il devient comédien, puis assistant metteur en scène.
Il travaille ensuite comme journaliste à Paris Soir et à Gringoire.
En 1939, il est mobilisé lors du début de la Seconde Guerre mondiale.
Il publie ses premiers romans policiers en 1952.
Il écrit ensuite plus de cent soixante romans sous divers pseudonymes. « Certains de ses romans sont réédités sous des pseudonymes différents, les ouvrages subissant quelquefois un changement de titre : La Rousse vous incendie devient ainsi Du cirage dans le brouillard, puis Cadavre à louer ». 
Sous la signature d’Irving Le Roy, il crée le héros éponyme de la série L'Aventurier, une sorte de croisement entre l'Arsène Lupin de Maurice Leblanc et le Simon Templar, alias Le Saint, de Leslie Charteris, qui se veut « le type même du redresseur de torts qui n'oublie pas ses propres intérêts » ; un autre de ses personnages bien connus est le commissaire Renaudin, dont la plupart des titres sont parus sous le pseudonyme de Robert-Georges Méra, qui est un enquêteur de police bourru « à la Maigret ».
Il meurt en 1972.

## Principaux pseudonymes
- Susan Vialad
- Robert-Georges Méra
- Georges Méra
- Thomas Walsh
- Ergé Hemm
- Robert Georg Maier
- Jaime Barbara
- Darius Chatham
- Donald Curtiss
- Clark Carrados
- Andy Knight

## Œuvre

### Romans

#### SérieIrving Le Roy
Cette série Irving Le Roy est publiée sous le nom d'auteur / pseudonyme d’Irving Le Roy (l'identité du héros et de l'auteur supposé étant identiques) au Fleuve noir.
- La Loi du talion, 1955 ; réédition, Bel Air, coll. « Détective Pocket » no 19, 1963
- Le diable est mon cousin, 1956 ; réédition, Bel Air, coll. « Détective Pocket » no 20, 1963
- La Chair et la Poudre, 1956
- Orage sans tonnerre, 1956
- Aventure Est-Ouest, 1956
- Charité bien ordonnée, 1956
- Grenades et vieilles ficelles, 1956
- Chansons sans mesure, 1956
- La Canaille et moi, 1956
- La Corde et le Fouet, 1956
- À charge de revanche, 1956
- Pour que saignent les plaies, 1956
- Cyclones et Volcans, 1956
- La Légion de l'enfer, 1957
- Le Salaire de la justice, 1957
- Les Tueurs dans les roses, 1957
- Condamné à vivre, 1957
- La neige fume, 1957
- Rapsodie en rouge, 1958
- La Nasse aux requins, 1958
- L'Hécatombe, 1958
- Passeport pour le paradis, 1958
- Succession ouverte, 1958
- Entre chien et loup, 1959
- Transports non communs, 1959
- Le Disparu de Knight Road, 1959
- Les Écorchées vives, 1959
- Pension de l'Ours, 1959
- La Noyée de la Moskowa, 1959
- Mise à l'amende, 1959
- Le Club des malsains, 1959
- Chasse à l'homme, 1960
- Les butors ont de la rancune, 1960
- Martha mène le jeu, 1960
- Cinq voleurs et un assassin, 1960
- Une de trop, 1960
- Les Glaives de l'injustice, 1960
- Irving contre les salopards, 1960
- Le Tourniquet de l'enfer, 1961
- IL, homme d'ailleurs, 1961
- La Grille, 1961
- Pas de pitié pour l'héroïne, 1962
- Lessivage, 1962
- Le Coup du boomerang, 1962
- Le Second Visage, 1963
- Le Commando de l'aventure, 1963
- À qui se fier ?, 1963
- La Vieille Dame de l'orage, 1964
- La Mare aux crabes, 1964
- Vénus au sang de tigresse, 1964
- Où est Nathalie ?, 1965
- Le démon fou vous dit bonjour, 1965
- Les crocodiles ont toujours faim, 1966
- Du sang à New-York, 1966
- La Chevrette et le Grand Méchant Loup, 1966
- La Tête du coupable, 1967 (reprise avec modifications du roman avec le commissaire Renaudin paru en 1954)
- Neige sanglante, 1967
- Mystère sur l'Atlantique, 1967

#### Sous le pseudonyme de Robert-Georges Méra

##### SérieCommissaire Renaudin
- La Justice des autres, Éditions de la Tarente, coll. « Police-Espionnage », 1952
- Je ne suis pas un enfant de chœur, Éditions de la Tarente, coll. « Police-Espionnage », 1952
- Que le diable l'emporte !, Éditions de la Tarente, 1952
- Scotland Yard demande Interpol, Éditions de la Corne d'or, 1953
- Ni tombes, ni croix, Éditions de la Corne d'or, coll. « Espionnage »,  1953
- L'Étranglée du 114, Éditions de la Corne d'or, 1954
- La Tête du coupable, Éditions de la Corne d'or, coll. « Commissaire Renaudin, de la police mobile » no 4, 1954
- Concours de circonstances, Éditions de la Corne d'or, 1954
- Renaudin, la musique et le mort, Éditions de la Corne d'or, coll. « policière », 1955
- Renaudin à Chicago, Éditions de la Corne d'or, coll. « Commissaire Renaudin, de la police mobile » no 6, 1955
- Renaudin et la Cloche, Éditions de la Corne d'or, coll. « policière », 1955

##### Autres romans
- La Femme à l'orchidée, Éditions de la Tarente, 1952
- Les i n'ont pas toujours de point !, Éditions de la Tarente, coll. « Police-Espionnage », 1953
- Il n'y a pas d'amis, Éditions de la Tarente, 1953
- L'Inhumaine Création du professeur Lynk, Éditions de la Corne d'or, coll. « Épouvante » no 1, 1954
- La Mort aux vifs, Éditions de la Corne d'or, coll. « Épouvante » no 3, 1954
- Existences à liquider, Éditions de la Corne d'or, coll. « Espionnage », 1954
- Menaces sur Manhattan, Éditions de la Porte Saint-Martin, coll. « Le roman d'espionnage », 1955 ; réédition, Éditions du Champ de Mars, coll. « Le Moulin noir » no 15, 1960
- Les Frontières du diable, Éditions de la Corne d'or, coll. « Espionnage », [s.d]
- Un cadavre encombrant, Éditions du Champ de Mars, coll. « Le Moulin noir » no 11, 1960
- Symphonie en 6,35, Éditions du Champ de Mars, coll. « Le Moulin noir » no 23, 1961

#### Sous le pseudonyme de Georges Méra

##### SérieCommissaire Renaudin
Tous les titres, sauf les deux derniers, sont des rééditions de romans publiés dans les années 1950
- Concours de circonstances, Éditions du Champ de Mars coll. « Cristal » no 9, 1960
- L'Étranglée du 114, Éditions du Champ de Mars, coll. « Le Moulin noir » no 13, 1960
- La Tête du coupable, Éditions du Champ de Mars coll. « Cristal », no 14, 1960
- Ni tombes, ni croix, Éditions du Champ de Mars, coll. « Le Moulin noir » no 16, 1960
- Renaudin à Chicago, Éditions du Champ de Mars coll. « Cristal », no 17, 1961
- Documents à vendre, Éditions du Champ de Mars coll. « Cristal », no 20, 1961
- Police mobile contre X, Éditions du Champ de Mars, coll. « Le Moulin noir » no 22, 1961

#### Sous le pseudonyme de Ergé Hemm

##### SérieCommissaire Renaudin
Tous les titres sous ce pseudonyme sont des rééditions de romans publiée dans les années 1950
- Que le diable l'emporte !, Éditions du Champ de Mars, coll. « Le Moulin noir » no 20, 1961

##### Autres romans
- La Mort aux vifs, Éditions du Champ de Mars, coll. « Le Cristal » no 12, 1960
- Menaces sur Manhattan, Éditions du Champ de Mars, coll. « Le Moulin noir » no 15, 1960
- Le Monstrueux Professeur Lynk, Éditions du Champ de Mars, coll. « Le Moulin noir » no 21, 1961 (réédition du titre L'Inhumaine Création du professeur Lynk)

#### Sous le pseudonyme de Susan Vialad
- La Damnée du ciel, Éditions Fleuve noir, coll. « Spécial Police » no 7292, 1962
- Les Coups bas, Éditions Fleuve noir, coll. « Spécial Police » no 746, 1969
- Lola est morte dans l'escalier, Éditions Fleuve noir, coll. « Spécial Police » no 793, 1970
- Une fille formidable, Éditions Fleuve noir, coll. « Spécial Police » no 853, 1971
- Les cloches sonnent, Éditions Fleuve noir, coll. « Spécial Police » no 876, 1971
- Trois pour deux, Éditions Fleuve noir, coll. « Spécial Police » no 920, 1971
- Les salauds font la culbute, Éditions Fleuve noir, coll. « Spécial Police » no 938, 1972
- Sans circonstances atténuantes, Éditions Fleuve noir, coll. « Spécial Police » no 1102, 1974
- Touriste de l'horizon perdu, Éditions Fleuve noir, coll. « Spécial Police » no 1167, 1975
- Croc pour dent, Éditions Fleuve noir, coll. « Spécial Police » no 1178, 1975

#### Sous le pseudonyme de Jaime Barbara
- Marie des Supplices, Éditions de la Corne d'or, 1953

#### Sous le pseudonyme de Darius Chatham
- Sensation à Mexico, Éditions du Champ de Mars, coll. « Le Moulin noir » no 25, 1961
- Cinq cadavres et une donzelle, Éditions du Champ de Mars, coll. « Le Moulin noir » no 27, 1962

#### Sous le pseudonyme de Andy Knight
- L'Enfer au ventre, Éditions de la Tarente, 1952
- À qui se fier ?, Éditions du Champ de Mars coll. « Cristal », no 16, 1961

## Sources
- Claude Mesplède (dir.), Dictionnaire des littératures policières, vol. 2 : J - Z, Nantes, Joseph K, coll. « Temps noir », 2007, 1086 p. (ISBN 978-2-910-68645-1, OCLC 315873361), p. 350-351.
- Jean Tulard, Dictionnaire du roman policier : 1841-2005. Auteurs, personnages, œuvres, thèmes, collections, éditeurs, Paris, Fayard, 2005, 768 p. (ISBN 978-2-915793-51-2, OCLC 62533410), p. 491